# Darren Law

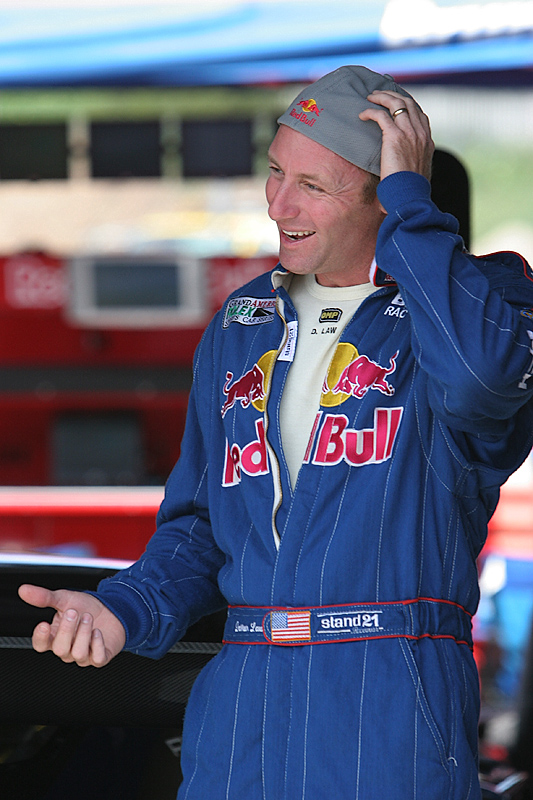
Darren Law 2005 in Laguna Seca

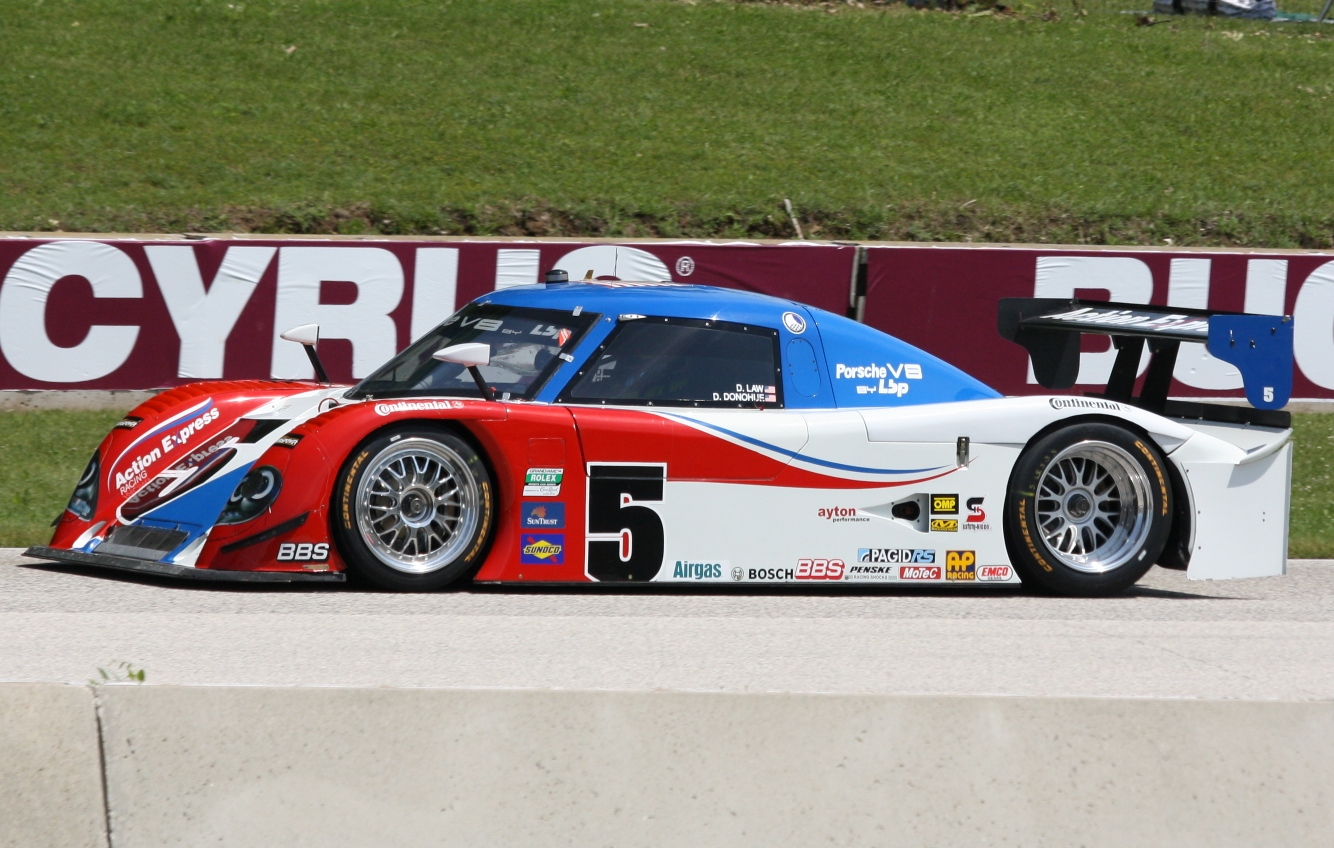
Der Daytona-Prototyp von David Donohue und Darren Law 2011 in Road America

Darren Peter Law (* 4. April 1968 in Toronto) ist ein ehemaliger US-amerikanischer Autorennfahrer und Motorsportfunktionär kanadischer Abstammung.

## Karriere als Rennfahrer
Darren Law begann schon als Teenager mit dem Motorsport. Im Alter von 14 Jahren bestritt er Kartrennen und wechselte 1991 in die Formel Renault. Nach einigen Jahren im Tourenwagensport, wo er 1996 und 1997 jeweils Gesamtachter in der North American Super Touring Championship wurde, startete er 1998 seine Karriere als GT- und Sportwagenpilot.
Bis zum Ende seiner Fahrerkarriere fuhr Law 278 Sportwagenrennen; dabei feierte er drei Gesamt- und 9 Klassensiege und beendete 20 Rennen auf dem Podium der ersten Drei. Sein erster Gesamtsieg war gleichzeitig sein größter Erfolg bei einem internationalen Sportwagenrennen. 2009 gewann er gemeinsam mit David Donohue, Antonio García und Buddy Rice auf einem Riley MkXI das 24-Stunden-Rennen von Daytona. Seinen letzten Erfolg feierte er beim 2-Stunden-Rennen von Detroit 2012, einem Wertungslauf der Grand-Am Sports Car Series dieses Jahres.
2009 gab er sein Debüt beim 24-Stunden-Rennen von Le Mans. Nach drei Ausfällen in Folge schaffte er 2012 seine einzige Zielankunft beim 24-Stunden-Rennen in Frankreich. Gemeinsam mit Spencer Pumpelly und Seth Neiman erreichte er auf einem Porsche 997 GT3 RSR von Flying Lizard Motorsports den 27. Rang in der Gesamtwertung. Besser platzieren konnte er sich beim 12-Stunden-Rennen von Sebring, wo er 2009 und 2010 jeweils Gesamtelfter wurde. Es waren seine besten Ergebnisse im Schlussklassement beim Langstreckenrennen auf dem Sebring International Raceway. 
2001 sicherte er sich die Gesamtwertung der GT-Klasse der Grand-Am Sports Car Series und war dort 2000 und 2002 Gesamtzweiter sowie 2011 und 2012 Gesamtdritter unterschiedlicher Rennklassen dieser Rennserie. Außerdem wurde er 2004 Gesamtzweiter der GT-Klasse der American Le Mans Series.

## Motorsportfunktionär
Schon während seiner Zeit als professioneller Pilot war Law als Fahrlehrer bei der Bob Bondurant School of High Performance Driving aktiv. Nach dem Ende seiner Fahrerkarriere beendete er auch dort seine Tätigkeit und wechselte ins Management von Flying Lizard Motorsports.

## Statistik

### Le-Mans-Ergebnisse
| Jahr | Team                      | Fahrzeug            | Teamkollege      | Teamkollege | Platzierung | Ausfallgrund |
| ---- | ------------------------- | ------------------- | ---------------- | ----------- | ----------- | ------------ |
| 2009 | Flying Lizard Motorsports | Porsche 997 GT3 RSR | Jörg Bergmeister | Seth Neiman | Ausfall     | Unfall       |
| 2010 | Flying Lizard Motorsports | Porsche 997 GT3 RSR | Jörg Bergmeister | Seth Neiman | Ausfall     | Kühler       |
| 2011 | Flying Lizard Motorsports | Porsche 997 GT3 RSR | Spencer Pumpelly | Seth Neiman | Ausfall     | Unfall       |

### Sebring-Ergebnisse
| Jahr | Team                         | Fahrzeug            | Teamkollege      | Teamkollege           | Teamkollege    | Platzierung | Ausfallgrund  |
| ---- | ---------------------------- | ------------------- | ---------------- | --------------------- | -------------- | ----------- | ------------- |
| 1998 | First Union                  | Porsche 993         | Steve Pfeffer    | Mike Fitzgerald       |                | Ausfall     | Mechanik      |
| 1999 | G&W Motorsports              | Porsche 911 GT2 Evo | Sylvain Tremblay | Steve Marshall        | Danny Marshall | Rang 17     |               |
| 2000 | Prototype Technology Group   | BMW M3 E46          | Peter Cunningham | Brian Cunningham      |                | Ausfall     | Motorschaden  |
| 2001 | Kelly-Moss Motorsports       | Porsche 911 GT3-R   | Cort Wagner      | Rick Polk             |                | Ausfall     | Antriebswelle |
| 2002 | The Racers Group             | Porsche 911 GT3-RS  | Michael Schrom   | Kevin Buckler         |                | Ausfall     | Unfall        |
| 2004 | Flying Lizard Motorsports    | Porsche 911 GT3-RSR | Jon Fogarty      | Johannes van Overbeek |                | Rang 12     |               |
| 2005 | Flying Lizard Motorsports    | Porsche 996 GT3-RSR | Jon Fogarty      |                       |                | Rang 12     |               |
| 2006 | Flying Lizard Motorsports    | Porsche 996 GT3-RSR | Seth Neiman      | Lonnie Pechnik        |                | Rang 12     |               |
| 2007 | Flying Lizard Motorsports    | Porsche 997 GT3 RSR | Seth Neiman      | Lonnie Pechnik        |                | Rang 27     |               |
| 2008 | Flying Lizard Motorsports 44 | Porsche 997 GT3 RSR | Seth Neiman      | Alex Davison          |                | Rang 13     |               |
| 2009 | Flying Lizard Motorsports    | Porsche 997 GT3 RSR | Seth Neiman      | Johannes van Overbeek |                | Rang 11     |               |
| 2010 | Flying Lizard Motorsports    | Porsche 997 GT3 RSR | Seth Neiman      | Richard Lietz         |                | Rang 11     |               |
| 2011 | Flying Lizard Motorsports    | Porsche 997 GT3 RSR | Seth Neiman      | Marco Holzer          |                | Rang 17     |               |
| 2012 | Flying Lizard Motorsports    | Porsche 997 GT3 RSR | Seth Neiman      | Andy Lally            |                | Rang 25     |               |